# Мар'янівка (станція)
Мар'янівка — проміжна залізнична станція 5-го класу Київської дирекції Південно-Західної залізниці на лінії Київ — Полтава. Розташована поблизу однойменного села Мар'янівка Лубенського району Полтавської області.

## Історія
Станція відкрита у 1901 році, одночасно з відкриттям руху залізницею Київ — Полтава. Спершу існувала як залізничний роз'їзд, зокрема під такою назвою зафіксована у атласі залізниць 1943 року.
1994 року станція електрифікована змінним струмом (~25 кВ) в складі дільниці Яготин — Гребінка.
Збереглася старовинна будівля вокзалу.

## Пасажирське сполучення
На станції Мар'янівка зупиняються приміські електропоїзди у Київському та Гребенківському напрямках.

## Галерея
|  |
|  |

|  |
|  |

|  |
|  |

|  |
|  |

|  |
|  |

|  |
|  |